# Kevin Becerra
Kevin Becerra (n. Guayaquil, Ecuador; 5 de enero de 1996) es un futbolista ecuatoriano. Juega de defensa y su equipo actual es Libertad Fútbol Club de la Serie A de Ecuador.

## Trayectoria
Tuvo 2 descensos seguidos con 9 de Octubre F. C. y Guayaquil City.
A inicios del 2024 fue fichado por Los Chankas, siendo su primera experiencia en el extranjero. Tuvo una temporada aceptable en cuadro chanka contando con regularidad y anotando 2 goles, sin embargo, no pudo conseguir un torneo internacional.

## Estadísticas

### Clubes
Actualizado al último partido jugado el 16 de agosto de 2025.
| Club                            | Div.          | Temporada     | Liga  | Liga  | Copas nacionales | Copas nacionales | Copas internacionales | Copas internacionales | Total | Total |
| Club                            | Div.          | Temporada     | Part. | Goles | Part.            | Goles            | Part.                 | Goles                 | Part. | Goles |
| ------------------------------- | ------------- | ------------- | ----- | ----- | ---------------- | ---------------- | --------------------- | --------------------- | ----- | ----- |
| Toreros F. C. · Ecuador         | 3.ª           | 2013          | 2     | 0     | —                | —                | —                     | —                     | 2     | 0     |
| Toreros F. C. · Ecuador         | 3.ª           | 2016          | 20    | 0     | —                | —                | —                     | —                     | 20    | 0     |
| Toreros F. C. · Ecuador         | 3.ª           | 2017          | 2     | 0     | —                | —                | —                     | —                     | 2     | 0     |
| Toreros F. C. · Ecuador         | 3.ª           | 2018          | 22    | 2     | —                | —                | —                     | —                     | 22    | 2     |
| Toreros F. C. · Ecuador         | Total club    | Total club    | 46    | 2     | 0                | 0                | 0                     | 0                     | 46    | 2     |
| Independiente Juniors · Ecuador | 2.ª           | 2019          | 35    | 3     | 6                | 0                | —                     | —                     | 41    | 3     |
| Independiente Juniors · Ecuador | Total club    | Total club    | 35    | 3     | 6                | 0                | 0                     | 0                     | 41    | 3     |
| Guayaquil City · Ecuador        | 1.ª           | 2020          | 7     | 0     | —                | —                | —                     | —                     | 7     | 0     |
| 9 de Octubre F. C. · Ecuador    | 1.ª           | 2021          | 20    | 1     | 2                | 0                | —                     | —                     | 22    | 1     |
| 9 de Octubre F. C. · Ecuador    | 1.ª           | 2022          | 21    | 0     | 10               | 0                | 8                     | 2                     | 39    | 2     |
| 9 de Octubre F. C. · Ecuador    | Total club    | Total club    | 41    | 1     | 12               | 0                | 8                     | 2                     | 61    | 3     |
| Guayaquil City · Ecuador        | 1.ª           | 2023          | 29    | 0     | 0                | 0                | —                     | —                     | 29    | 0     |
| Guayaquil City · Ecuador        | Total club    | Total club    | 36    | 0     | 0                | 0                | 0                     | 0                     | 36    | 0     |
| Los Chankas · Perú              | 1.ª           | 2024          | 32    | 2     | —                | —                | —                     | —                     | 32    | 2     |
| Los Chankas · Perú              | Total club    | Total club    | 32    | 2     | 0                | 0                | 0                     | 0                     | 32    | 2     |
| Libertad F. C. · Ecuador        | 1.ª           | 2025          | 22    | 1     | 0                | 0                | —                     | —                     | 22    | 1     |
| Libertad F. C. · Ecuador        | Total club    | Total club    | 22    | 1     | 0                | 0                | 0                     | 0                     | 22    | 1     |
| Total carrera                   | Total carrera | Total carrera | 212   | 9     | 18               | 0                | 8                     | 2                     | 238   | 11    |
| 1. 2.                           |               |               |       |       |                  |                  |                       |                       |       |       |

### Participaciones internacionales
| Torneo                 | Club            | Resultado    |
| ---------------------- | --------------- | ------------ |
| Copa Sudamericana 2016 | Barcelona S. C. | Primera fase |
| Copa Libertadores 2017 | Barcelona S. C. | Semifinales  |

## Palmarés

### Campeonatos nacionales
| Título             | Club            | País    | Año  |
| ------------------ | --------------- | ------- | ---- |
| Serie A de Ecuador | Barcelona S. C. | Ecuador | 2016 |